# Oszkár svéd királyi herceg (2016)
Oszkár (2016. március 2. –) svéd királyi herceg. A trónöröklési sorban az édesanyja és nővére, Esztella hercegnő mögött a harmadik.

## Életrajz
2016. március 2-án született Solna községben, a Karolinska Egyetemi Kórházban Viktória svéd királyi hercegnő és Daniel Westling gyermekeként. Skåne hercege címet kapta. 3655 grammal és 52 centiméterrel született.

## Külső hivatkozások
- An Online Gotha/Sweden